# Horšovský Týn
Horšovský Týn település Csehországban, a Domažlicei járásban. Horšovský Týn Hostouň, Srby, Vidice, Mířkov, Křenovy, Semněvice, Puclice, Osvračín, Meclov, Bukovec és Blížejov településekkel határos. Lakosainak száma 5227 fő (2024. január 1.).

## Népesség
A település lakosságának változását az alábbi diagram mutatja:
| Lakosok száma | 4851 | 4791 | 5250 | 4094 | 4966 | 4924 | 4961 | 5006 | 4781 | 5227 |
|               | 1869 | 1900 | 1921 | 1961 | 1980 | 2011 | 2016 | 2019 | 2021 | 2024 |

## Híres személyek
- Itt született 1781-ben Joseph Johann von Littrow osztrák csillagász.